# Okręg Warszawa Armii Krajowej

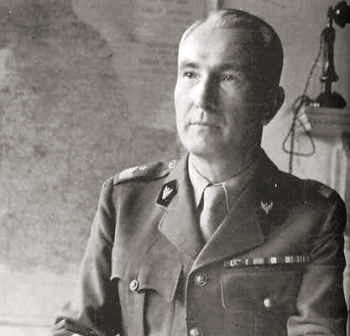
Gen. Antoni Chruściel, komendant Okręgu Warszawa AK

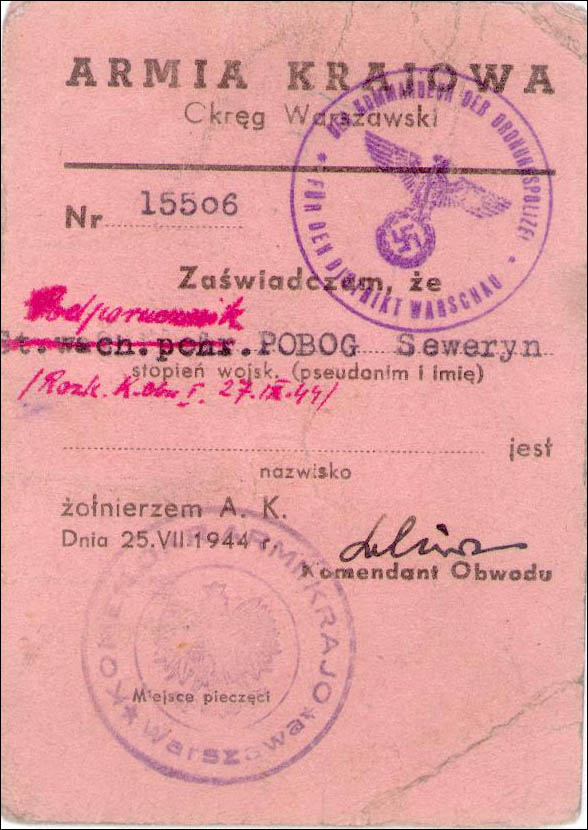
Legitymacja członkowska z Okręgu Warszawskiego

Okręg Warszawa AK kryptonimy: „40”, „XX”, „Wydra”. „Drapacz”, „Prom” – jednostka terytorialno-organizacyjna Armii Krajowej obejmująca teren Warszawy i powiatu warszawskiego. Jednostki wojskowe okręgu wzięły udział w powstaniu warszawskim. We wrześniu 1944 oddziały okręgu przekształciły się w Warszawski Korpus Armii Krajowej.

## Sztab Okręgu
Komendantami okręgu byli kolejno:
- Henryk Józewski „Olgierd” (do stycznia 1940);
- ppłk/płk Zdzisław Zajączkowski „Grzywa”, „Cieślak” (do marca 1941);
- płk/gen. Antoni Chruściel „Monter”, „Nurt” (kwiecień 1941 – październik 1944)[2].

Według danych z lipca 1944 sztab okręgu przedstawiał się następująco:
- Komendant – płk dypl. piech. Antoni Chruściel „Monter”;
- Szef sztabu – mjr dypl. art. Stanisław Weber „Chirurg”;
- Inspektor Lewobrzeżny „Reflektor” – mjr Karol Błasiński „Antoni Rymarz”;
- Inspektor Prawobrzeżny „Latarnik” – mjr Mieczysław Bigoszewski „Groch”;
- I oficer sztabu – rtm. kaw. Romuald Radziwiłłowicz „Zaremba”;
- Oddział II (wywiad i kontrwywiad); Szef wywiadu – mjr Henryk Trojańczyk „Miecz”; Szef kontrwywiadu – por. Wincenty Kwieciński „Lotny”;
- Oddział III (operacyjno-szkoleniowy) – szef oddziału mjr dypl. art. Stanisław Weber „Chirurg”;
- Oddział IV (kwatermistrzostwo) – szef oddziału rtm. Tadeusz Dołęga-Kamieński „Badacz”;
  - Kompania motorowa „Orlęta” – ppor. rez. Stanisław Srzednicki „Stach”
- Oddział V (Łączność) – szef oddziału kpt. łącz. Kazimierz Larys „Lech”
  - Batalion łączności – dowódca por. rez. Kazimierz Malinowski „Mirski”;
  - Kadrowa kompania radiotelegraficzna „Radio” – dowódca por. łącz. Czesław Pieniak „Mak”;
- Oddział V (Biuro informacji i propagandy) – szef oddziału por. rez. Antoni Nowak-Przygodzki „Opel”;
- Referat Saperów „XII-s” – szef referatu kpt. sap. Józef Pszenny „Chwacki”;
  - l Batalion saperów – dowódca por. sap. Stanisław Gąsiorowski „Mieczysław” (kompanie 101 i 102); Podległy Referatowi Saperów;
  - 2 Batalion Saperów Praskich – dowódca por. Lucjan Zaruski „Władysław”;
- Wojskowa Służba Ochrony Powstania (WSOP) „Niagara” „O” – dowódca mjr rez. art. Antoni Łocz „Promień”;
  - Zgrupowanie Użyteczności Publicznej WSOP „N-9215” (Warszawska Elektrownia Miejska) – dowódca kpt. rez. Stanisław Skibniewski „Cubryna” (6 plutonów);
  - Pluton Użyteczności Publicznej WSOP „Nenufar” (Elektrownia Pruszkowska) – dowódca ppor. rez. Stefan Kwiatkowski „Zabłocki”;
- Wojskowa Służba Kobiet – komendantka Maria Szymkiewicz-Drzymulska „Rysia”.

Oddziały dyspozycyjne
- Dowódca Kedywu – ppor. Józef Roman Rybicki „Andrzej”;
- Oddział dyspozycyjny „A” („Kolegium A”) – dowódca ppor. rez. Tadeusz Wiwatowski „Olszyna”;
- Oddział dyspozycyjny „B” („Kolegium B”) KOSA – dowódca por. Ludwik Witkowski „Kosa”;
- TOW Śródmieście („Kolegium C”) – dowódca ppor. rez. Edward Paszkowski „Wiktor”;
- Kobiece patrole minerskie – dowódca dr med. Zofia Franio „Doktor”;

Odwód komendanta okręgu
- Dowódca odwodu – ppłk. Franciszek Rataj „2808”, „Paweł”;
- Batalion NOW-AK „Antoni”;
- Batalion „Wigry”;

## Struktura
Okręg początkowo dzielił się sześć obwodów. W styczniu 1942 w wyniku studium powstania powszechnego, z powiatu warszawskiego wyłączono samodzielny rejon Okęcie, włączając go w skład okręgu. Z tego samego powodu w połowie 1942 w skład okręgu włączono powiat warszawski.
- Obwód I – Śródmieście, Stare Miasto;
- Obwód II – Żoliborz, Marymont, Bielany;
- Obwód III – Wola;
- Obwód IV – Ochota;
- Obwód V – Mokotów
- Obwód VI – Praga
- Obwód VII – Powiat Warszawski;
- VIII samodzielny rejon Okęcie

## Stan liczebny
W marcu 1943 w okręgu funkcjonowało 355 plutonów pełnych i 116 szkieletowych. Według meldunku Komendanta Głównego AK, w stosunku do września 1942, nastąpiło zwiększenie stanów o 188 plutonów wskutek uzupełnienia stanów plutonów szkieletowych oraz wcielenie oddziałów Polskiej Organizacji Zbrojnej.
Według obliczeń Jerzego Kirchmayera stan ewidencyjny AK na terenie okręgu warszawskiego w lutym 1944 wynosił ok. 50.000  żołnierzy w tym Kedyw Komendy Głównej (ok. 2400 żołnierzy). W okręgu według tych samych danych funkcjonowało 800 plutonów (647 pełnych plutonów oraz 153 plutony „szkieletowe”) w tym 198 plutonów Wojskowej Służby Ochrony Powstania.  
Stan bojowy oddziałów okręgu wynosił w ciągu całego powstania od 25.000 do 28.000  żołnierzy. O godzinie „W” do walki przystąpiło ok. 2500 uzbrojonych powstańców.